# Clarence Ashley
Clarence (Tom) Ashley (Bristol, 29 september 1895 - Winston-Salem, 2 juni 1967) was een Amerikaans musicus en komiek.
Hij speelde solo en in verschillende bands en was in de jaren twintig en dertig een pionier in de opnames van folkmuziek. In de jaren zestig kende hij een succesvolle comeback toen de folkmuziek een opleving kende.

## Biografie
Hij werd geboren in Tennessee als Clarence Earl McCurry en ging door het leven als Ashley, de achternaam van zijn grootvader aan moederszijde die hem opvoedde. Van twee zussen van zijn moeder leerde hij oude volksliedjes zingen en banjo spelen. Verder leerde hij van de grappen en de muziek van rondtrekkende artiesten die overnachtten in het pension van zijn moeder.
In 1913 was hij inmiddels uitgegroeid tot een volwaardig artiest en ging hij met een medicine show per paard en wagen op rondreis door de Cumberland Mountains in de zuidelijke Appalachen. In 1914 trouwde hij en vestigde hij zich als boer in Shouns, nabij Mountain City in Tennessee. Hij bleef ernaast nog wel bijverdienen als artiest.
Rond 1927 trad hij op in verschillende groepen met snaarinstrumenten, waaronder met de Blue Ridge Entertainers. Terwijl hij in februari 1928 zijn eerste plaat opnam bij het label Gennett, werd zijn talent ontdekt en werd hij door talenscout Ralph Peer gevraagd om nog hetzelfde jaar (tot 1929) muziek op te nemen met de Carolina Tar Heels. Als solist en met Byrd Moore & His Hot Shots nam hij van 1929 tot 1930 muziek op bij Columbia Records. Zijn eerste plaat als soloartiest was hier The cuckoo bird / The house carpenter.
Aan het begin van de jaren dertig kreeg de opkomende artiest Roy Acuff nog enkele muzieklessen van Ashley. Zelf nam hij in deze tijd muziek op onder twee namen: als Clarence Ashley bij het label Columbia en als Tom Ashley bij het label Victor. Voor beide labels bleef hij muziek uitbrengen tot 1933. In 1943 stopte hij ook met zijn optredens op medicine shows en sindsdien verdiende hij de kost samen met zijn zoon met het verhandelen van kolen, timmerhout en meubels. Wel trad hij nog af en toe op als komiek met Charlie Monroe & Kentucky Partners en met The Stanley Brothers.
Terwijl hij in de jaren vijftig nagenoeg onzichtbaar was in de muziekwereld, dook zijn naam in 1960 weer op omdat hij de Old Time Fiddlers Convention in Union Grove (Iredell County, North Carolina) bezocht. De contacten die hij hier opdeed met enkele folkloristen brachten hem ertoe om samen met Doc Watson nieuwe opnames te maken. Aangevuld met andere artiesten traden zij in deze jaren op in clubs en tijdens festivals. Ook brachten ze nog een tweede album uit dat werd opgenomen in het gemeentehuis van New York.
Ashley overleed op 71-jarige leeftijd in Winston-Salem in North Carolina.
- Bibsys: 10072763
- Bibliothèque nationale de France: cb140402661 (data)
- Gemeinsame Normdatei: 135291860
- International Standard Name Identifier: 0000 0000 5518 1348
- Library of Congress Control Number: no96008778
- MusicBrainz: 47c6e951-67f5-45a8-9644-2e7ca375d084
- SNAC: w67p95mf
- Virtual International Authority File: 49424005
- WorldCat: E39PBJbtmfqXTwqMKvhFDpT8md